# World Lacrosse
World Lacrosse (bis Mai 2019 FIL; Federation of International Lacrosse; bis August 2008 ILF; International Lacrosse Federation) wurde 1974 gegründet und trägt seitdem maßgeblich zur Förderung und Weiterentwicklung des Männerlacrosse auf der ganzen Welt bei.
Im August 2008 wurde die International Lacrosse Federation (ILF) und die International Federation of Women’s Lacrosse Associations (IFWLA) zur Federation of International Lacrosse zusammengefasst.
In Deutschland wird World Lacrosse vom Deutschen Lacrosse Verband (DLaxV) vertreten.

## Mitglieder

### Vollwertige Mitglieder
- Argentinien
- Australien
- Belgien
- Bermuda
- Volksrepublik China
- Deutschland
- Dänemark
- England
- Finnland
- Frankreich
- Hongkong
- Irland
- Irokesen
- Israel
- Italien
- Jamaika
- Japan
- Kanada
- Lettland
- Niederlande
- Neuseeland
- Norwegen
- Österreich
- Peru
- Schottland
- Slowakei
- Südkorea
- Spanien
- Schweden
- Schweiz
- Taiwan
- Thailand
- Türkei
- Tschechien
- Vereinigte Staaten
- Wales

### Weitere Mitglieder
| Land         | Name des Verbandes                      |
| ------------ | --------------------------------------- |
| Bulgarien    | Bulgarian Lacrosse Federation           |
| Chile        | Chile Lacrosse                          |
| Kolumbien    | Colombia Lacrosse                       |
| Costa Rica   | Costa Rica Lacrosse Sporting Federation |
| Kroatien     | Croatian Lacrosse Association           |
| Ecuador      | Ecuadorian Lacrosse Association         |
| Estland      | Eesti Lacrossiliit                      |
| Griechenland | Greece Lacrosse                         |
| Guatemala    | Lacrosse Guatemala                      |
| Haiti        | Fédération Haïtienne de Lacrosse        |
| Ungarn       | Hungarian Lacrosse Federation           |
| Kenia        | Kenya Lacrosse Association              |
| Luxemburg    | Luxembourg Lacrosse Federation          |
| Malaysia     | Malaysia Lacrosse Association           |
| Mexiko       | Mexican Lacrosse Federation             |
| Philippinen  | Philippines Lacrosse Association        |
| Polen        | Polish Lacrosse Federation              |
| Portugal     | Portuguese Lacrosse Association         |
| Puerto Rico  | Puerto Rico Lacrosse                    |
| Katar        | Qatar Lacrosse Association              |
| Russland     | Russia Lacrosse                         |
| Serbien      | Serbian Lacrosse Federation             |
| Singapur     | Lacrosse Association of Singapore       |
| Slowenien    | Slovenia Lacrosse                       |
| Uganda       | Uganda Lacrosse                         |
| Ukraine      | Ukrainian Lacrosse Association          |

World Lacrosse leitet unter anderem die Lacrosse-Weltmeisterschaften, die Lacrosse-Hallenweltmeisterschaften und die U-19-Lacrosse-Weltmeisterschaften der Herren.